# Zack Lloyd
Zack Lloyd (ur. 10 października 1984 w Redding) – amerykański lekkoatleta, kulomiot.
Medalista mistrzostw USA oraz mistrzostw NCAA.
Jego żoną jest Nicole Lloyd, także lekkoatletka.

## Rekordy życiowe
- Pchnięcie kulą – 21,09 (2013)
- Pchnięcie kulą (hala) – 20,77 (2009)